# Беки Линч
Ребека Куин е ирландска кечистка.
Понастоящем работи с WWE, където се бие под сценичното име Беки Линч, където е бивша двукратна Шампионка при жените на Първична сила, както и четирикратна Шампионка при жените на Разбиване. В независимите компании, тя е позната като Ребека Нокс.
Куин започва да тренира професионален кеч с Фъргъл Девит и Пол Трейси през юни 2002, и прави дебюта си пет месеца по-късно. Първоначално работи в Ирландия и от време на време с брат си, тя разширява кариерата в останалата част на Европа. Тя се бие в компанията, базирана във Франция, Queens of Chaos, и печели Световната титла на Queens of Chaos през 2006. Тя също се бие в английската One Pro Wrestling и германската German Stampede Wrestling.
Тя участва в компанията SuperGirls Wrestling, клон на Extreme Canadian Championship Wrestling. Тя е първата шампионка на компанията SuperGirls и е носителка за 10 месеца и два дни. Тя също се появяеа и в ChickFight III, където успя да стигне до втория кръг от турнира. През 2006 тя дебютира в женската промоция Shimmer Women Athletes и е част от серии от мачове с Дейзи Хейз, включително популярния мач два-от-три-туша.
През септември 2006 Нокс претърпява травма на главата по време на мач в Германия и е с диагноза на възможно увреждане на осмия черепно-мозъчен нерв. Тя е планирана да се върне в кеча през 2008, но не се показва на събитието, заявявайки че не чувства, че кечът е правилния избор за нея по това време. Тя по-късно се завръща в Shimmer като мениджър през 2011, преди да подпише договор с WWE през 2013.
На 11 май 2020 година, Беки Линч обявява, че е бременна. Поради тази причина, тя се отказва от титлата при жените на Първична сила.

## В кеча
- Финални ходове
  - Като Беки Линч
    - Обезоръжаването[8] (Seated fujiwara armbar, докато е на колене на гърба на опонента)[9][10] – 2014 –
    - Exploder suplex[11] – 2014; използван като ключов ход след това
    - Four-Leg Clover[12] (Reverse figure-four leglock)[13] – 2014; използван като ключов ход след това
    - Pumphandle side slam[14] – 2015 –

  - Като Ребека Нокс
    - Exploder suplex[2][4]
    - Hard Knox (Leg hook sitout suplex slam)[2][4]
- Ключови ходове
  - Armbar[2]
  - Corner springboard side kick[15][16][17]
  - Electric chair drop, понякога след възстановяване[18][19]
  - European uppercut, понякога като обрат[20][21]
  - Front missile dropkick[15][22]
  - Hurricanrana[2]
  - Japanese arm drag, понякога правен последователно[23][24][25]
  - Lass-plex[26] (Pumphandle suplex)[27][28]
  - Leg lariat[20][29]
  - Leglock[2]
  - Многократни running leg drops, с постановки[10][27]
  - Springboard leg drop,[2] понякога докато прави double jump[2]
  - Wrist-lock[2]
- Мениджъри
  - Скоти Мак[30]
- Придружавайки
  - Рицарска Династия (Сарая Найт и Британи Найт)[31]
- Прякори
  - „Кей-Нокс“[2]
  - „(Провъзгласената) Ирландска биячка“[32][33]
  - „Момата на Ирландия“[34]
- Входни песни
  - „U Can't Touch This“ на MC Hammer[35] (Независими компании)
  - „Celtic Invasion“ на CFO$[36] (NXT/WWE; 18 декември 2014 – )

### Титли и постижения
- Pro Wrestling Illustrated
  - PWI Female 50 я класира на No. 4 от топ 50 жените кечистки през 2016
- Queens of Chaos
  - Световна шампионка при Кралиците на Хаоса (1 път)
- SuperGirls Wrestling
  - Шампионка при Супер Момичетата (1 път, първа)
  - Победителка в Турнира за Титлата при Супер Момичетата (2005)
- Wrestling Observer Newsletter
  - Най-лошата Вражда на годината (2015) – Отбор Пи Си Би срещу Отбор Лоши срещу Отбор Бела
- WWE
  - Шампионка при жените на Разбиване (4 пъти)
  - Шампионка при жените на Първична сила (2 пъти)
  - Световна шампионка при жените (1 път)
  - Интерконтинентална шампионка при жените (1 път)
  - Шампионка при жените на NXT (1 път)
  - Отборна шампионка при жените (2 пъти) – с Лита (1) и Лайра Валкирия (1)
  - Кралско меле (2019)